# Direito da Inglaterra

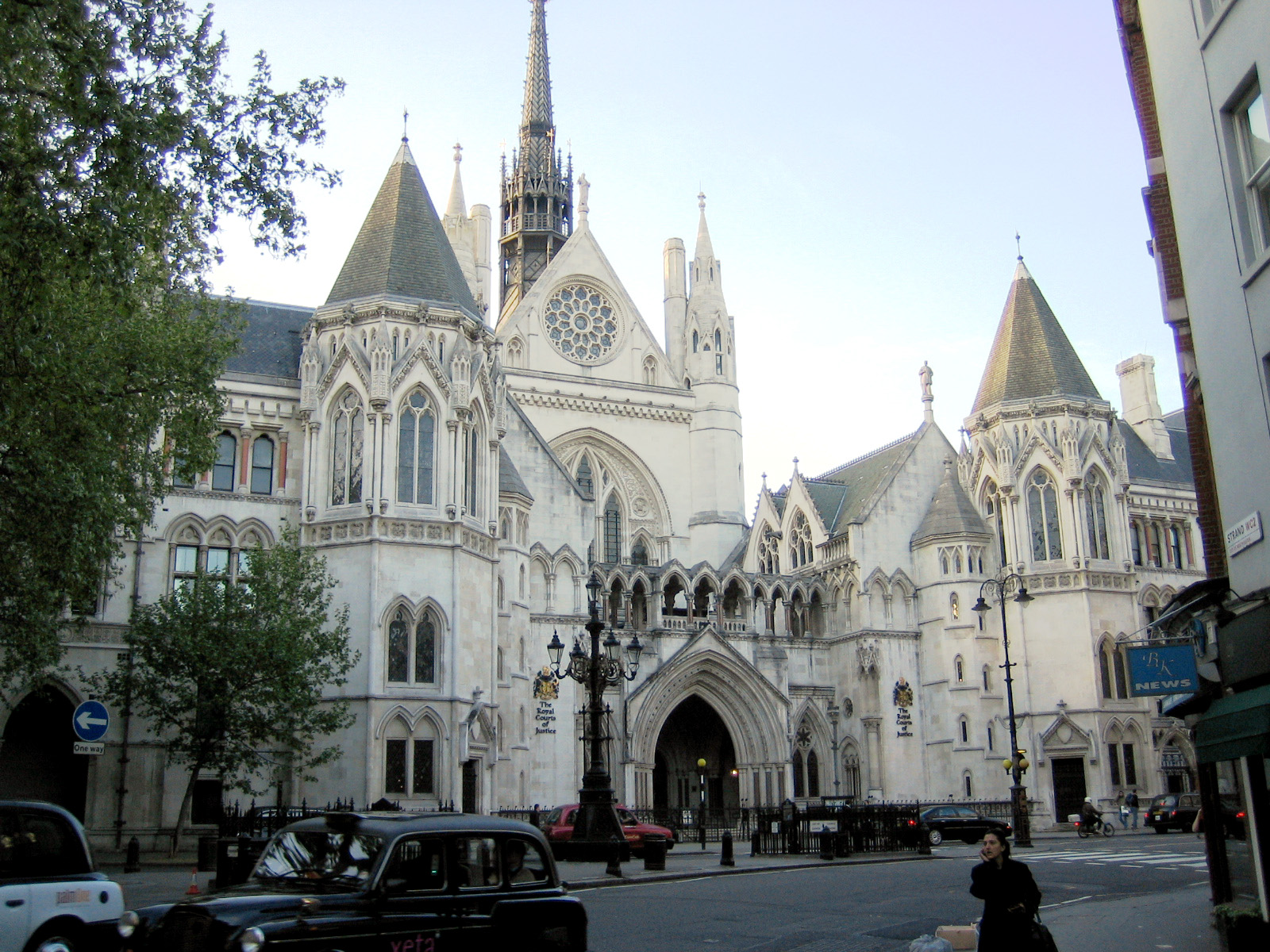
Reais Cortes de Justiça, em Strand, em Londresː sede da Suprema Corte do Reino Unido.

Direito inglês ou Direito da Inglaterra é o sistema jurídico da Inglaterra e Gales e é a base da common law, um sistema legal utilizado na maioria dos países da Commonwealth e nos Estados Unidos, exceto na Louisiana (em oposição ao direito civil ou sistemas pluralistas em uso em outros países). Foi exportado para países da Commonwealth enquanto o Império Britânico existiu e constitui a base da jurisprudência da maioria desses países. O direito inglês antes da Revolução Americana ainda era parte do direito dos Estados Unidos através de estatutos de recepção, exceto na Louisiana, e fornecia a base para muitas tradições americanas legais e políticas, embora não tenha competência. A essência do direito comum inglês é que ele é feito por juízes nos tribunais, com a aplicação de seu senso comum e conhecimento do precedente legal (stare decisis).
O direito inglês em seu sentido mais estrito se aplica no âmbito da jurisdição da Inglaterra e do País de Gales. Embora o País de Gales tenha agora uma assembleia nacional, qualquer legislação vale em determinadas zonas circunscritas definidas pela Lei de 2006 do Governo do País de Gales, por outra legislação do Parlamento do Reino Unido, ou por ordens dadas no conselho sob a autoridade da Lei de 2006.